# Leone Nani
Pour les articles homonymes, voir Nani (homonymie).
Leone Nani (Albino, 1880 - Milan, 1935) est un photographe et missionnaire italien.

## Biographie
Leone Nani est le fils d'un plombier de la province de Bergame. Encore enfant, il est envoyé, par sa famille, étudier au séminaire de Bergame qu'il quitte en 1898 quand il est transféré au Séminaire pontifical romain des saints apôtres Pierre et Paul pour les missions étrangères. Il part comme missionnaire en Chine le 20 septembre 1903 et il y reste jusqu'en 1914.
Au cours de ces années, le père Leone Nani parcourt les régions chinoises et notamment le Shaanxi. Il mène, à côté de son activité religieuse, un minutieux travail de photographe sur la réalité sociale et anthropologique de la Chine dans les premières années du XXe siècle.
Nani photographie tout : hommes, femmes, riches, pauvres, vieux, enfants. Il rapporte de Chine plus de 600 plaques qui sont conservées par l'Institut pontifical pour les missions étrangères puis publiées dans diverses revues et exposées. Elles constituent un témoignage extraordinaire sur les modes de vie de la Chine de cette période.
L'exposition intitulée « La Chine disparue dans les photographies de Leone Nani » a été organisée à Milan, Palazzo Reale, du 17 décembre 2003 au 25 janvier 2004 et à Vérone au centre international de la photographie Scavi Scaligeri, du 24 février au 4 mai 2008. En décembre 2015, les Missions étrangères de Paris organisent une exposition de ses photographies.

## Curiosité
De caractère assez vivace et comique, Nani était surnommé par ses confrères « don Allegro ».